# Унивисион (телевизионен канал)
Унивисион (на испански: Univision) (испанско произношение: [uniβiˈsjon]  ( чуйте)) е американски испаноезичен телевизионен канал, собственост на Унивисион. Каналът е предимно насочен на испаноезичното население на Съединените щати и излъчва теленовели и други драматични сериали, спортни програми, сериали, риалити и развлекателни предавания, новинарски емисии и игрални филми. Основният му конкурент е Телемундо.
Седалището на Унивисион е в Мидтаун Манхатън, Ню Йорк, а основните студия, производствени мощности и търговски операции, са базирани в Дорал, Флорида (близо до Маями). През последните години каналът постига значителен рейтинг, достигайки процентно съотношение с първите пет англоговорещи телевизионни канала в САЩ.
През 1955 г. канал KWEX-TV се превръща в телевизионна мрежа и е насочен към испанската общност в Сан Антонио, Тексас. Този канал е част от Испанската международна мрежа (SIN), предшественик на Унивисион, като част от Телесистема Мехикано, най-големият частен конгломерат в Мексико, който се слива с Независима телевизия на Мексико, като се появява днешната компания Телевиса.
През 1961 г. Федералната комисия по комуникациите (ФКК) принуждава Телевиса да продаде SIN поради закон, който забранява експлоатацията на станции в САЩ от страна на чужденци. SIN е продадена на Холмарк и е преименувана на Унивисион. През 1992 г. Холмарк продава компанията, като програмата отново се основава почти изцяло на програмите на Телевиса.
През 2015 г. ФКК позволява на Телевиса да купува акции на Унивисион.
- 1990 – 2012
- 2013 – 2019
- От 2019 г.